# Río Ural
El Ural (en ruso: Урал, Ural; en kazajo: Жайық, Zhayyq) es un río del extremo oriental de Europa y del extremo occidental de Asia, que nace en el sur de los montes Urales y fluye en dirección suroeste-sur a través de Rusia y Kazajistán, hasta desembocar en el mar Caspio. Tradicionalmente se considera la frontera entre Europa y Asia. Con 2228 kilómetros de longitud, es el tercero más largo de Europa, tras el Volga y el Danubio, y drena una cuenca de 231 000 km².
Administrativamente, discurre por el óblast de Oremburgo, el óblast de Cheliábinsk y la República Autónoma de Baskortostán, en la Federación Rusa; y por el óblis de Atirau, en Kazajistán.

## Etimología
El río, al comienzo del reinado de Catalina II durante el siglo xviii, se llamó Yaík (en ruso: Яик). Después del fin de la rebelión de los cosacos, en la región vasta del río, la emperatriz decidió cambiar dicho nombre por Ural (en ruso: Урал), seguramente intentando borrar el recuerdo del mencionado acontecimiento.
El actual nombre en kazajo, Zhayyq (Жайық), es el equivalente directo para el antiguo Yaík.

## Geografía
El río Ural nace en la parte suroriental de los montes Urales, cerca de la ciudad de Uchaly, a unos 150 km de la ciudad de Magnitogorsk, en el límite nororiental de Baskortostán. El río se dirige hacia el sur por la región oriental del piedemonte de los Urales, en un tramo en el que forma algunos lagos y, tras atravesar la ciudad de Oral, se interna en el óblast de Cheliábinsk. En este primer tramo, el río discurre en un curso paralelo a otro cauce importante, el río Bélaya, algunos kilómetros más al oeste. Sigue en dirección sur, en un tramo en el que se ha construido el embalse de Verjneurálskoye, tras el que el río atraviesa la importante ciudad industrial de Magnitogorsk. Aguas abajo, recibe sus primeros tributarios de importancia: por la izquierda, los ríos Guzbeika y Zingueika; y, por la derecha, el Yanguelka y el Bolshói Kizil. Luego atraviesa las localidades de Kazílskoye y Bogdánovskoye, recibe por la izquierda al Bolshói Karaganka y se interna en el óblast de Oremburgo.
Continúa fluyendo hacia el sur, en un tramo en el que se encuentra la cola del largo embalse de Iriklínskoye, con más de 60 km de longitud, y en el que recibe las aguas de los ríos Sunduk, por la izquierda, y Tanalyk, por la derecha. Cruza las localidades de Iriklínskoye y Kolpaskoye y, tras recibir por la izquierda las aguas del río Bolshói Kumak, llega a otra importante ciudad, un antiguo centro comercial agrícola que hoy es una importante ciudad industrial: Orsk (250 963 habitantes en 2002).
Aquí la corriente de agua gira decididamente su curso noventa grados, en dirección oeste, y a muy pocos kilómetros baña otra importante ciudad industrial cercana, Novotroitsk. El río discurre manteniendo la misma dirección oeste en un largo tramo de más de 300 km al sur de los Urales meridionales, atravesando una región esteparia, débilmente ocupada, en la que no hay asentamientos de importancia hasta Oremburgo. Pasado Novotróitsk, el río forma durante más de 70 km la frontera natural entre Rusia y Kazajistán, un tramo en el que recibe por la derecha las aguas del río Guberlia. Luego sigue en la misma dirección, paralelo por el sur a la carretera P-360 entre Oremburgo y Orsk, un tramo en el que recibe las aguas por la izquierda de muchos riachuelos que tienen sus fuentes en territorio kazajo: Kizhalý Burtá, Urlá-Burtzhia, Burtzhia y Berdianka. Finalmente, llega a Oremburgo, la capital del óblast homónimo y la principal ciudad de todo su curso. Sigue fluyendo hacia el oeste y al poco recibe por la derecha las aguas de uno de sus más largos afluentes, el río Sakmara; a continuación, a lo largo de un corto tramo, la corriente bordea la cadena montañosa de Obshchi Syrt, un ramal de los montes Urales. En ese tramo, por la izquierda, recibe otros ríos kazajos, como el Dongüi, el Chiórnaya y el río Ilek, más largo, y que señala el inicio de otro tramo de unos 80 km, que comienza pasado la localidad de Ilek, en el que el río será la frontera natural entre Rusia y Kazajistán. En este tramo fronterizo recibe por la derecha el río Kindelia y, por la izquierda, el río Utva. Pasada la localidad rusa de Rannoye, donde recibe por la derecha el río Buzuluk, el río Ural se adentra en territorio de Kazajistán, donde recibe el nombre de «Oral».
El curso de agua discurre por una región muy llana y árida, en un curso cada vez más serpenteante, con muchos largos meandros, en un tramo que le lleva hasta la ciudad de Oral (en ruso Uralsk). Allí, tras recibir por la derecha las aguas provenientes de Rusia del río Chagán, gira hacia el sur. Discurre en esta última parte de su curso en una región llana y cubierta por una delgada estepa que, gradualmente, se convierte primero en semidesértica y, más adelante, a medida que se acerca al mar Caspio, se vuelve cada vez más húmeda. En este tramo baña las localidades de Chapáyevo, Inderborski y Atirau. 
Después de un largo recorrido de 2428 kilómetros, muchos de ellos considerados de manera convencional la frontera entre Europa y Asia, desemboca finalmente en forma de delta en el mar Caspio. 
A lo largo del río se ha desarrollado la industria pesquera.

## Ciudades ribereñas
Las zonas afectadas por la cuenca del río tienen una baja densidad de población, en particular en las zonas del territorio kazajo, debido al clima árido y sometido a un rango temperaturas extremas a lo largo del año. La población se concentra en su mayoría en las grandes ciudades, siendo las más importantes las siguientes:
- Magnitogorsk, con 418 545 habitantes en 2002. (óblast de Cheliábinsk);
- Orsk, con 250 963 habitantes en 2002 (óblast de Oremburgo);
- Oremburgo, con 549 361 habitantes en 2002 (óblast de Oremburgo);
- Novotroitsk, 106 315 habitantes en 2002 (óblast de Oremburgo);
- Oral, con 210 600 habitantes estimados en 2007 (Kazajistán);
- Atyrau, con 154 100 habitantes estimados en 2007 (Kazajistán);

## Mapas e imágenes

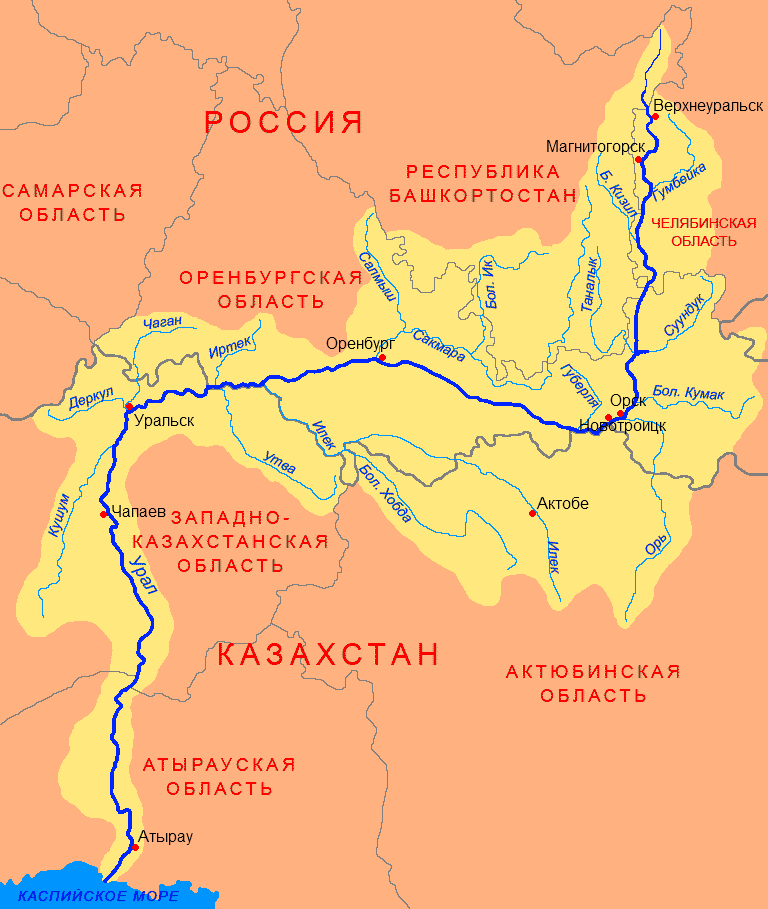
Mapa en ruso del río Ural, en el que salen las ciudades de Verjneuralsk (Верхнеура́льск), Magnitogorsk (Магнитого́рск), Orsk (Орск), Novotroitsk (Новотро́ицк), Oremburgo (Оренбург), Oral (Уральск), y Atirau (Атырау)
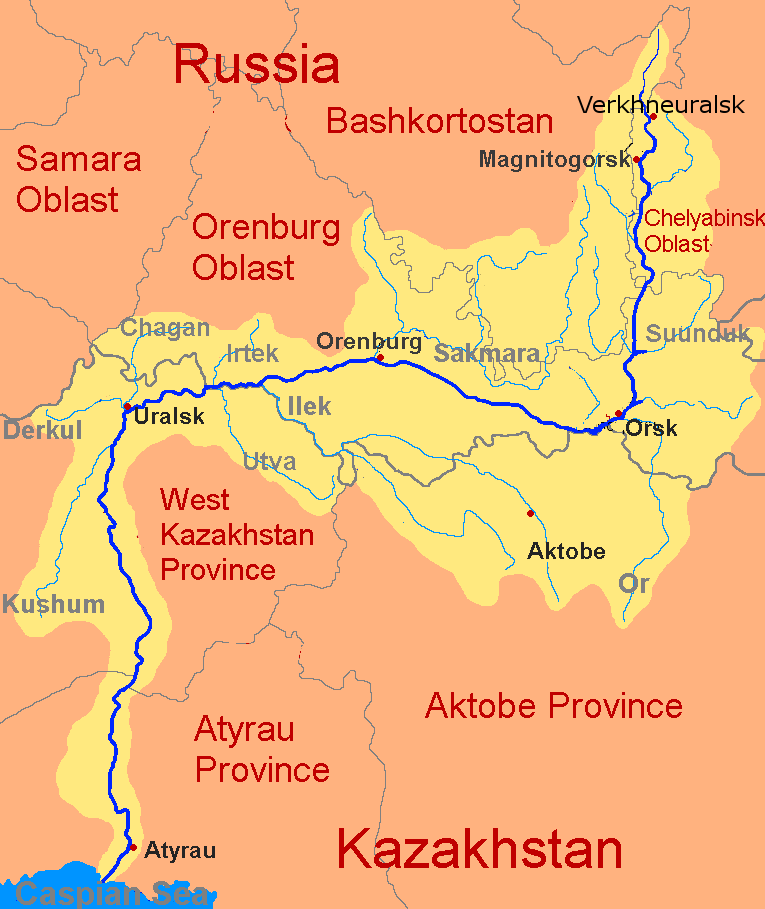
Mismo mapa en inglés
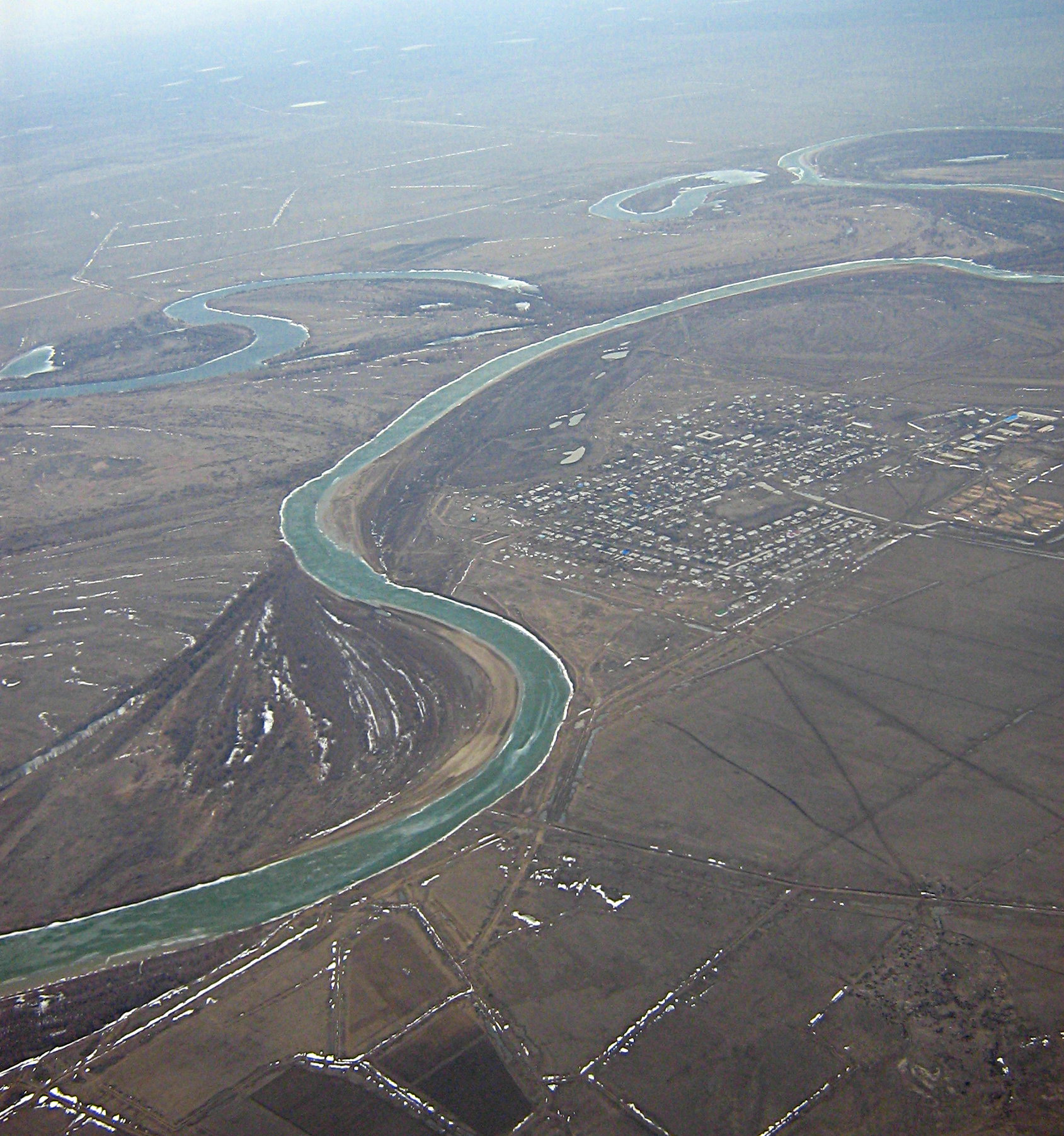
Vista aérea del curso del río Ural, entre Oral y Atyrau (Kazajistán)
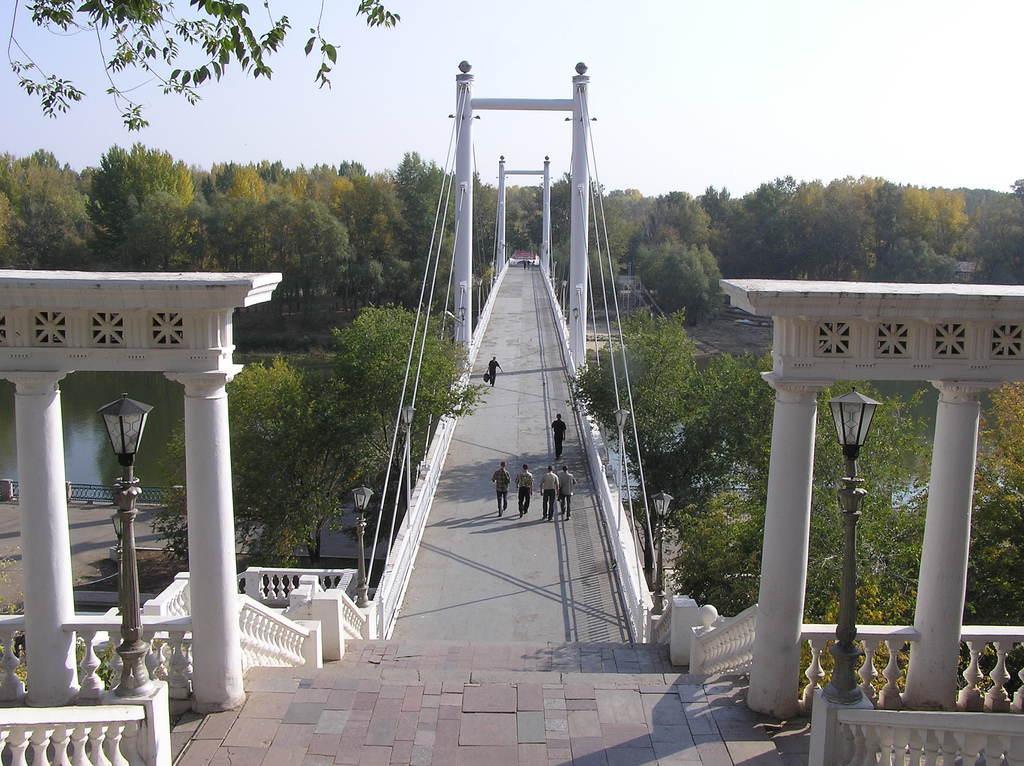
Puente que cruza el río en Oremburgo
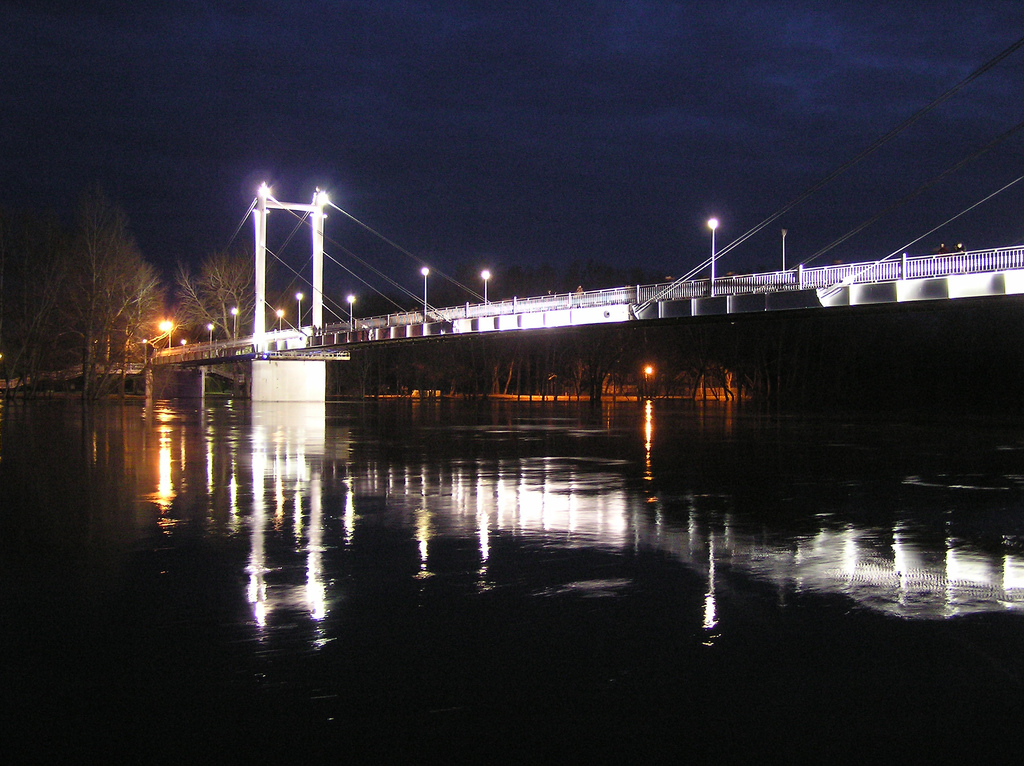
Vista nocturna de un puente sobre el río Ural (Oremburgo)

## Afluentes
El río Ural, pese a su longitud, drena una superficie de aproximadamente 231 000 km², mucho más pequeña que el territorio cubierto por las cuencas de los principales ríos de Rusia, lo que quiere decir que no tenga afluentes con cuencas importantes. Los más importantes de sus afluentes son el río Sakmará, por la derecha, y los ríos Or e Ilek, por la izquierda. Una de las razones de la reducción del tamaño de la cuenca es la sequedad del clima, lo que provoca algunos ríos (como el Uil, el Olenty o el Kaldygajty) se hayan convertido en cuencas endorreicas en lugares próximos al curso del río Ural. 
Los principales afluentes del río Ural son los siguientes (ordenados desde la fuente a la desembocadura):
- río Sunduk;
- río Tanalyk (Таналык), por la derecha, con una longitud de 225 km, una cuenca de 4160 km² y un caudal de 2.96 m³/s;
- río Gran Kizil (Большой Кизил), con una longitud de 172 km, una cuenca de 2080 km²;
- río Or (Орь), con una longitud de 332 km, una cuenca de 18 600 km² y un caudal de 21.3 m³/s;
- río Guberlia (Губерля), con una longitud de 110 km, una cuenca de 18 600 km² y un caudal de 6.3 m³/s;
- río Salmys;
- río Sakmara (Сакмара), con una longitud de 798 km, una cuenca de 30 200 km² y un caudal de 144 m³/s; A su vez, tiene como subafluente al río Bolshói Ik (Большой Ик), con una longitud de 341 km, una cuenca de 7670 km² y un caudal de 61 m³/s;
- río Kindelia;
- río Bolshaya Chobda;
- río Ilek (Илек), con una longitud de 623 km, una cuenca de 41 300 km² y un caudal de 39.8 m³/s;
- río Utva;
- río Irtek;
- río Chagán (Чаган), con una longitud de 264 km, una cuenca de 7350 km² y un caudal de 7.7 m³/s;

## Régimen fluvial
El Ural no tiene un caudal de agua alto, a pesar del tamaño de su cuenca, ya que atraviesa zonas climáticas muy áridas. Como la mayoría de los ríos rusos, el mínimo se alcanza al final de la época invernal, que va desde principios de noviembre a principios de abril, en el curso alto, y, desde finales de noviembre a finales de marzo, en el curso inferior. En la primavera se producen las máximas inundaciones, estación en la que el Ural descarga aproximadamente el 80 % de su caudal anual.
Presenta un régimen nival de llanura moderado. De hecho se produce un aumento repentino del nivel de las aguas del río en abril y mayo, cuando la nieve se derrite. Luego, el caudal y el nivel del agua disminuyen considerablemente, alcanzando sus cotas más bajas en febrero. Su caudal medio es de más de 55.7 m³/s, en comparación con los 1377 m³/s de mayo. 
El caudal medio anual es de alrededor de 100 m³/s en la ciudad de Oremburgo, en el curso medio, y se eleva en Kusum, en el curso inferior, hasta casi los 400 m³/s. Estos valores pueden alcanzar, en los mismos puntos, un máximo de 12 000 y 14 000 m³/s y un mínimo de 1.6 y 13.3 m³/s. 
| Caudal medio mensual del río Ural en la estación hidrológica de Kusum (Datos calculados en el periodo 2000-23, con una cuenca vertiente de 190 000 km², en m³/s) |
| |

## Fauna
Los humedales del delta del río Ural y sus proximidades son especialmente importantes para las aves migratorias, ya que constituyen una importante escala en la ruta migratoria asiática. Albergan muchas especies endémicas y en peligro de extinción, como el pelícano común, el pelícano ceñudo, el cormorán pigmeo, la garcilla bueyera, garceta común, flamenco común, malvasía cabeciblanca, porrón pardo, espátula común, ibis pardo, avutarda hubara, gaviota cabecinegra, gaviota de pico fino, garcilla cangrejera, grulla común, grulla damisela, zarapito de pico fino, cigüeña negra, barnacia de pecho rojo, ánsar careto chico, cernícalo primilla, cisne cantor, cisne de la tundra, águila pescadora, aguilucho pálido, águila culebrera y muchos otros. El cormorán pigmeo se observaba esporádicamente antes de 1999 y más regularmente después. La garcilla bueyera se observa desde 1990 entre abril y septiembre (como la mayoría de las demás aves migratorias de esta zona), con una población total de varias decenas de parejas. Se alimenta de ranas, moluscos y peces pequeños. Río arriba, hay más especies de aves residentes, como urogallo, paloma silvestre y perdiz.
El río Ural también es importante para muchas especies de peces del mar Caspio que visitan su delta y migran río arriba para desovar. En el curso bajo del río hay 47 especies de 13 familias. La familia Cyprinidae representa el 40%, el esturión y el arenque el 11%, la perca y el arenque el 9% y el salmón el 4,4%. Las principales especies comerciales son el esturión, el roach, el sargo, la perca, la carpa, el asp y el siluro europeo. Entre las especies raras figuran el salmón del Caspio, el esturión esterlete, el salmón blanco y el kutum.
En el delta del río y las regiones cercanas viven unas 48 especies animales pertenecientes a 7 órdenes; los más comunes son los roedores (21 especies) y los depredadores (12). Entre ellos, el murciélago Eptesicus bobrinskoi y el turón jaspeado son endémicos. Las especies clave son el perro mapache, la rata almizclera (de reciente aparición), la liebre europea, el ratón casero, la rata parda y el jabalí. Los jabalíes tenían una densidad de 1,2-2,5 por hectárea en 2000 y se cazan con fines comerciales. Otros animales son el alce, el zorro, el lobo, el jerbo enano de cola gorda, el gran jerbo, el topo del norte y el antílope saiga. El kulan turcomano (Equus hemionus kulan) solía vivir en el río Ural. Es posible que se haya extinguido de esa región.
Los reptiles están representados por tortuga de pantano, serpiente de agua común, serpiente rata y lagarto de arena. Las tortugas de pantano se encuentran en todas las aguas. Las serpientes de agua comunes viven en las orillas de los canales. Las serpientes rata y los lagartos de arena son escasos y habitan en zonas terrestres relativamente altas. Otros dos reptiles, la serpiente látigo del Caspio y el Coluber spinalis, son extremadamente raros. Entre los anfibios son comunes la rana de lago y la rana verde.
Con unas 5.000 a 10.000 especies, los insectos superan a todos los demás animales de la región en diversidad y biomasa. Los insectos terrestres y acuáticos constituyen una proporción significativa de la dieta de las aves. Muchas especies son parásitas de las aves y transmiten infecciones. Otros habitantes dominantes del río son los protozoos, rotíferos, cladóceros y copépodos. Los moluscos están representados principalmente por gasterópodos y bivalvos.

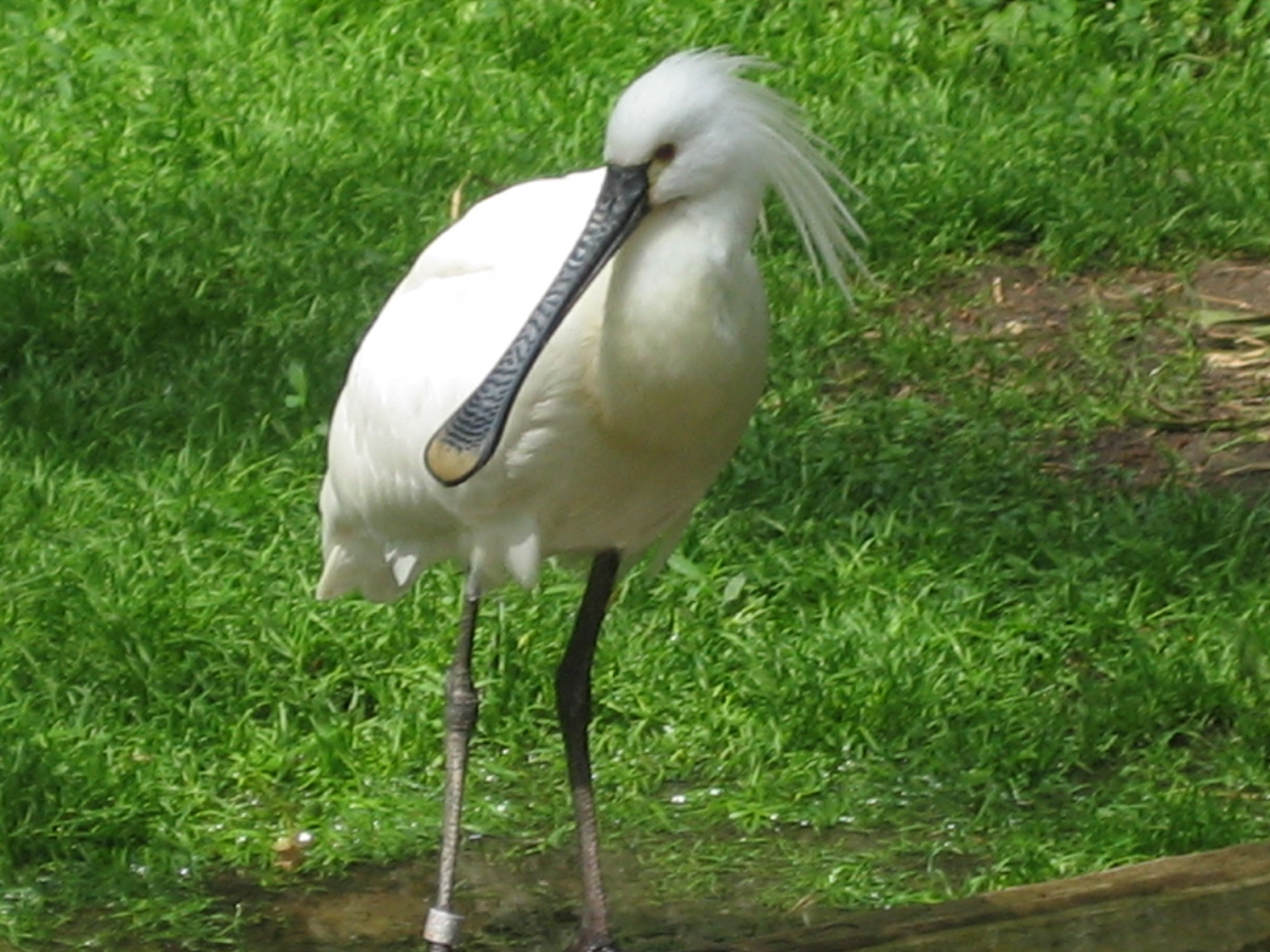
Espátula euroasiática
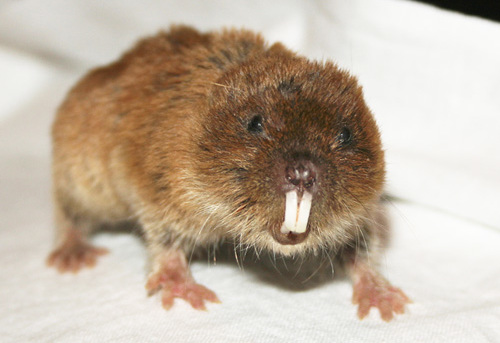
Ellobius talpinus topo del norte
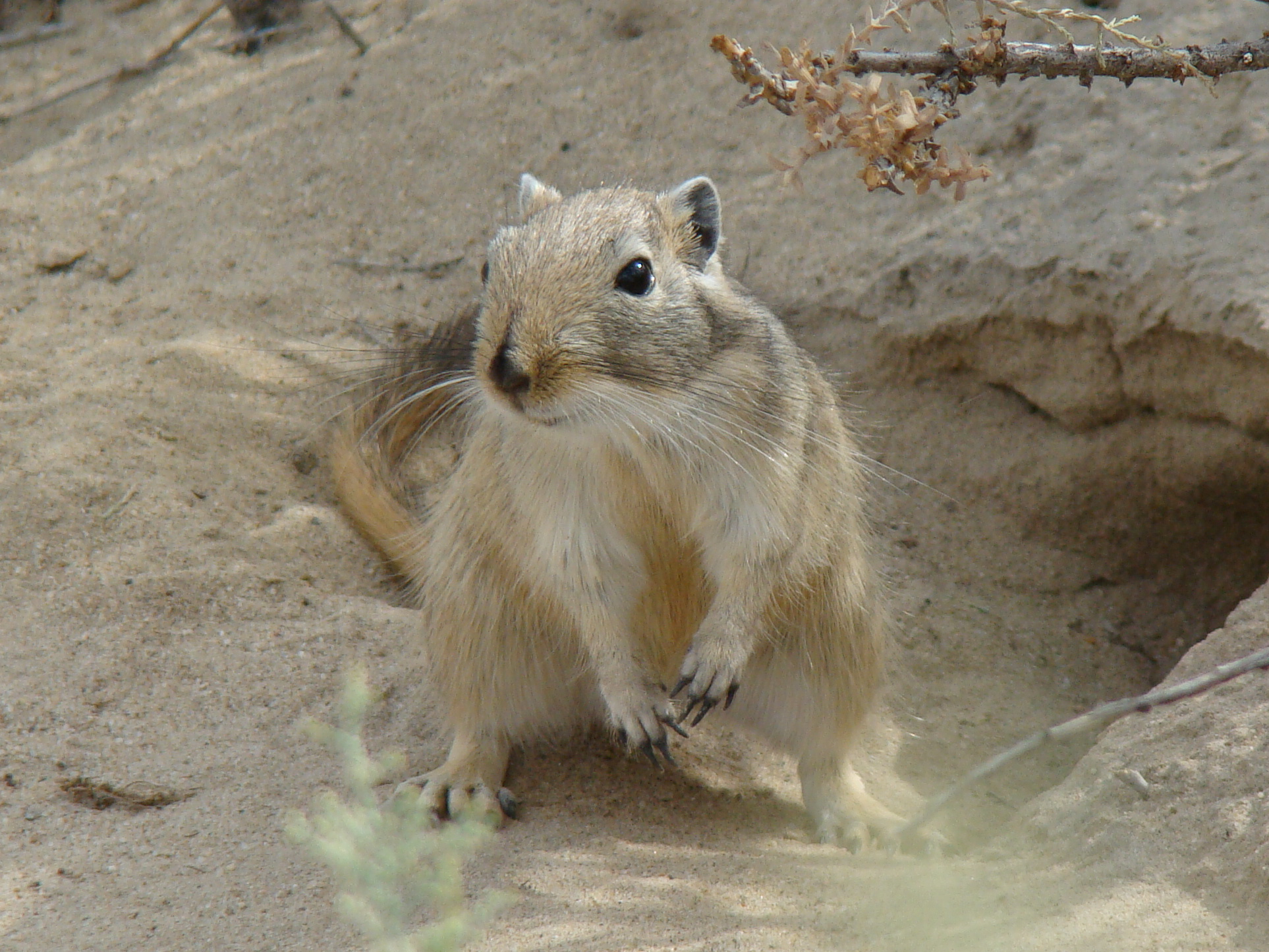
Gran jerbo
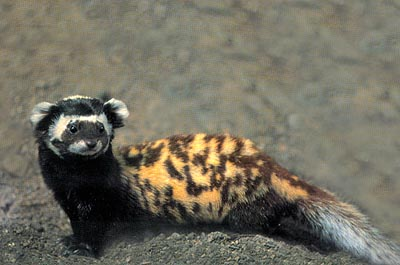
Turón búlgaro
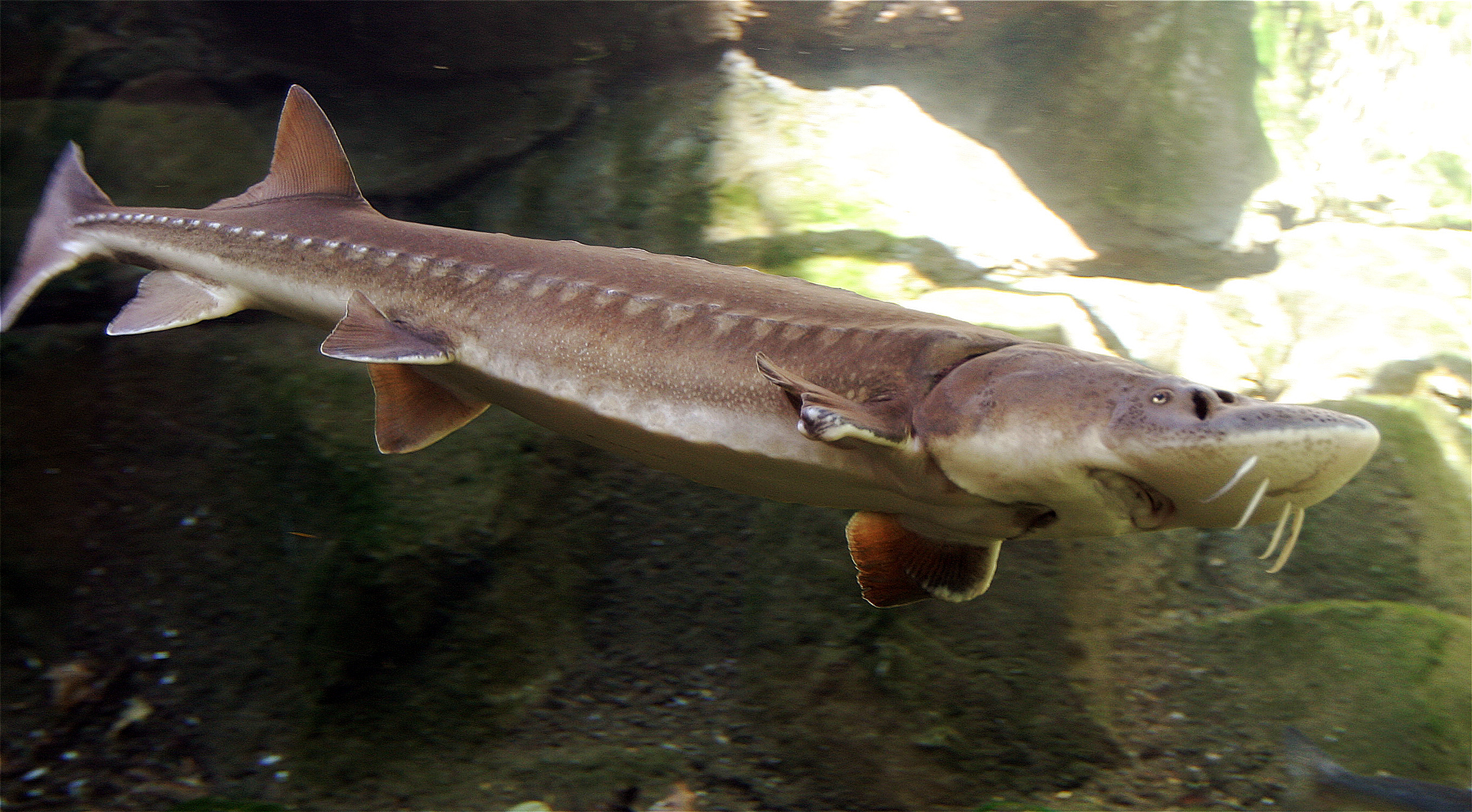
Esturión

## Historia

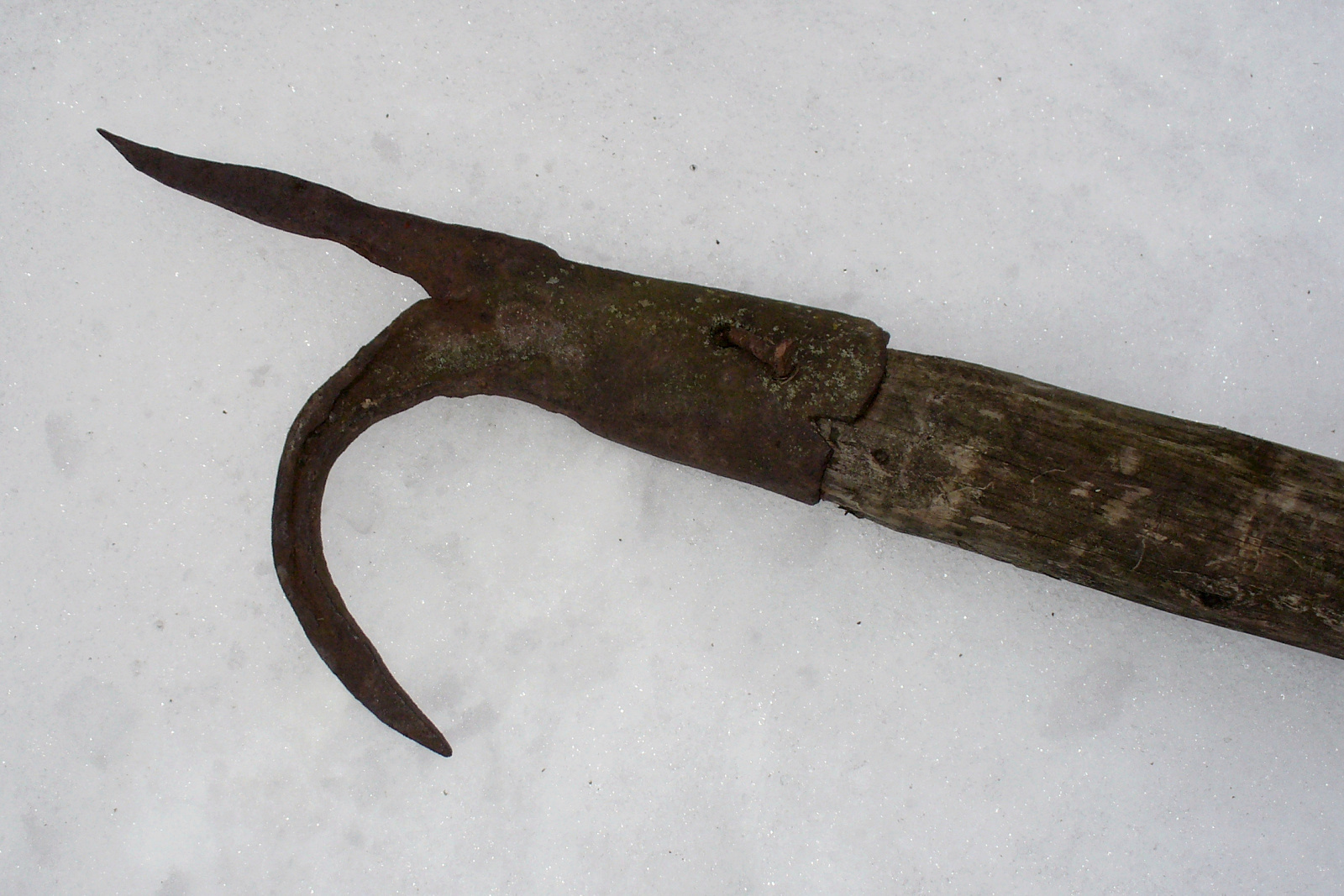
La punta de una vieja pica.

Entre los siglos X y XVI, la ciudad de Saray-Jük (o Saraichik, que significa "pequeña Sarai"), a orillas del río Ural (actualmente en la provincia kazaja de Atyrau), fue un importante centro comercial de la Ruta de la Seda. En el siglo XIII, se convirtió en un bastión de la Horda de Oro. Fue destruida en 1395 por el ejército de Timur, pero luego se reconstruyó para convertirse en la capital de la Horda Nogai en los siglos XV y XVI. Finalmente, fue reducida a una aldea en 1580 por los cosacos de los Urales.
Tras la conquista rusa de la cuenca de los Urales a finales del siglo XVI, las orillas de los Urales se convirtieron en el hogar de los cosacos yaik. Una de sus principales actividades era la pesca del esturión y peces afines (incluidos el esturión verdadero, el esturión estrellado y el beluga) en el río Ural y el Caspio. Existía una gran variedad de técnicas de pesca; la más famosa de ellas era el bagrenye (en ruso: багренье, de bagor en ruso: багор, que significa caña de lucio): arponear esturiones hibernantes en sus guaridas submarinas en pleno invierno. El bagrenye sólo estaba permitido un día al año. El día señalado, un gran número de cosacos con pértigas para lucios se reunían en la orilla; tras dar una señal, se abalanzaban sobre el hielo, lo rompían con sus pértigas y alanceaban y sacaban los peces. Otra técnica de pesca consistía en construir un azud, conocido como uchug (учуг) al otro lado del río, para capturar a los peces que remontaban la corriente para desovar. Hasta 1918, se instalaba un uchug en verano y otoño cerca de Uralsk, para que los peces no remontaran el río más allá de las tierras de los cosacos. Aunque los embalses uchug también se conocían en el delta del Volga, se pensaba que el bagrenye era una técnica exclusiva de los Urales.
Los cosacos de los Urales (conocidos originalmente como cosacos yaik) se resentían de los intentos del gobierno central de imponerles normas y reglamentos, y en ocasiones se sublevaron. La mayor rebelión, la Rebelión de Pugachev de 1773-75, afectó no sólo a los Urales, sino a gran parte del sudeste de Rusia, y supuso la pérdida del control gubernamental en la zona. Tras su supresión, la emperatriz Catalina promulgó un decreto de 15 de enero de 1775 para cambiar el nombre de la mayoría de los lugares implicados en la revuelta, con el fin de borrar el recuerdo de la misma. Así, el río Yaik y la ciudad de Yaitsk pasaron a llamarse río Ural y Uralsk, respectivamente, y los cosacos de Yaik se convirtieron en los cosacos de los Urales.